# Електорович Володимир Юліанович
Володимир Юліанович Електорович (6 листопада 1884, м. Жидачів — після 1940) — український правник, правознавець, громадсько-політичний діяч, колекціонер. Доктор права (1914). Член Союзу українських адвокатів.

## Життєпис
Володимир Електорович народжений 6 листопада 1884 року в м. Жидачеві (нині — Львівської області, Україна) в родині Юліана Електоровича.
У 1903 році закінчив Бучацьку цісарсько-королівську гімназію, у 1908 — Львівський університет.
Від 1910 року працював помічником адвоката в канцелярії доктора Антіна Горбачевського в м. Чорткові.
У 1933 році — захисник юного Якова Гніздовського в суді.
Був колекціонером
Після більшовицької анексії Західної України у вересні 1939 року входив до тимчасової управи Чорткова. Заарештований 11 жовтня 1939, 26 вересня 1940 за звинуваченням в антирадянській діяльності засуджений до п'яти років таборів. Покарання відбував у Архангельській області (нині — РФ). Загинув в ув'язненні.
Реабілітований у 1989 році.